# Speedski-Weltmeisterschaften 2015/Teilnehmer
An den Speedski-Weltmeisterschaften 2015 nahmen 13 Länder teil. Es waren insgesamt 80 Athleten, davon waren 14 Damen und 66 Herren am Start.

## Deutschland
| Athleten      | Klasse                | Speed (km/h) | Rang |
| ------------- | --------------------- | ------------ | ---- |
| Herren        |                       |              |      |
| Marc Amann    | Speed Downhill Junior | 156,36       | Gold |
| Daniel Schöll | Speed Downhill        | 153,22       | 17   |

## Finnland
| Athleten       | Klasse  | Speed (km/h) | Rang |
| -------------- | ------- | ------------ | ---- |
| Herren         |         |              |      |
| Teemu Suominen | Speed 1 | 170,67       | 26   |

## Frankreich
| Athleten               | Klasse                | Speed (km/h) | Rang   |
| ---------------------- | --------------------- | ------------ | ------ |
| Damen                  |                       |              |        |
| Tiphaine Beaumont      | Speed Downhill Junior | 152,04       | Bronze |
| Betty Jechoux          | Speed Downhill Junior | 150,44       | 4      |
| Celia Martinez         | Speed 1               | 165,52       | 5      |
| Clea Martinez          | Speed Downhill Junior | 156,46       | Silber |
| Audrey Passet          | Speed Downhill        | 154,27       | Bronze |
| Karine Dubouchet Revol | Speed 1               | 170,40       | 4      |
| Herren                 |                       |              |        |
| Emmeric Mabit          | Speed 1               | 174,47       | 22     |
| Bastien Montes         | Speed 1               | 179,71       | 6      |
| Jimmy Montes           | Speed 1               | 176,91       | 13     |
| Tommy Montes           | Speed 1               | 172,07       | 23     |
| Robin Portal           | Speed Downhill Junior | 151,33       | 6      |
| Ugo Portal             | Speed Downhill Junior | 150,46       | 8      |
| Mathieu Sage           | Speed Downhill        | 155,21       | 12     |
| Sebastien Toche        | Speed Downhill Junior | 151,11       | 7      |

## Italien
| Athleten          | Klasse  | Speed (km/h) | Rang   |
| ----------------- | ------- | ------------ | ------ |
| Damen             |         |              |        |
| Valentina Greggio | Speed 1 | 175,08       | Gold   |
| Herren            |         |              |        |
| Ivan Origone      | Speed 1 | 181,82       | Gold   |
| Simone Origone    | Speed 1 | 181,51       | Silber |

## Österreich
| Athleten             | Klasse                | Speed (km/h) | Rang   |
| -------------------- | --------------------- | ------------ | ------ |
| Damen                |                       |              |        |
| Birgit Kohlmaier     | Speed Downhill        | 158,15       | Silber |
| Herren               |                       |              |        |
| Günther Foidl        | Speed Downhill        | 163,26       | Gold   |
| Manuel Kramer        | Speed Downhill        | 162,33       | Bronze |
| Simon Leitner        | Speed Downhill Junior | 154,74       | 4      |
| Markus Münzer        | Speed Downhill        | 158,47       | 9      |
| Andreas Nussbaumer   | Speed 1               | 171,11       | 25     |
| Gerhard Peer         | Speed Downhill        | 158,42       | 10     |
| Daniel Raab          | Speed Downhill Junior | 154,98       | Bronze |
| Klaus Schrottshammer | Speed 1               | 181,35       | Bronze |

## Polen
| Athleten            | Klasse         | Speed (km/h) | Rang |
| ------------------- | -------------- | ------------ | ---- |
| Herren              |                |              |      |
| Jedrzej Dobrowolski | Speed 1        | 174,78       | 21   |
| Dariusz Duda        | Speed Downhill | 150,22       | 21   |

## Russland
| Athleten           | Klasse         | Speed (km/h) | Rang |
| ------------------ | -------------- | ------------ | ---- |
| Herren             |                |              |      |
| Evgeniy Cherevatiy | Speed 1        | 176,71       | 15   |
| Daniil Gromov      | Speed Downhill | 149,14       | 23   |
| Nikolay Pimkin     | Speed 1        | 180,11       | 4    |
| Mikhail Shumilin   | Speed Downhill | 159,66       | 5    |

## Schweden
| Athleten           | Klasse                | Speed (km/h) | Rang   |
| ------------------ | --------------------- | ------------ | ------ |
| Damen              |                       |              |        |
| Britta Backlund    | Speed Downhill Junior | 158,62       | Gold   |
| Linda Baginski     | Speed 1               | 172,42       | Silber |
| Hanna Matslofva    | Speed 1               | 164,26       | 6      |
| Lisa Hovland-Udén  | Speed 1               | 171,11       | Bronze |
| Herren             |                       |              |        |
| Mats Abrahamsson   | Speed 1               | 177,64       | 11     |
| Daniel Andersson   | Speed 1               | 175,34       | 20     |
| Erik Backlund      | Speed Downhill        | 162,78       | Silber |
| Lars Beskow        | Speed Downhill        | 160,57       | 4      |
| Casper Brostrand   | Speed 1               | 179,74       | 5      |
| Mattias Elofsson   | Speed 1               | 169,47       | 27     |
| Johan Holmgren     | Speed 1               | 171,67       | 24     |
| Christian Jansson  | Speed 1               | 177,71       | 10     |
| Sebastian Lindblom | Speed Downhill        | 158,83       | 7      |
| Mans Noell         | Speed Downhill Junior | 153,58       | 5      |
| Carl Ribbegardh    | Speed Downhill        | 154,45       | 14     |

## Schweiz
| Athleten           | Klasse                | Speed (km/h) | Rang   |
| ------------------ | --------------------- | ------------ | ------ |
| Damen              |                       |              |        |
| Alice Michel       | Speed Downhill Junior | 149,86       | 6      |
| Seraina Murk       | Speed Downhill        | 158,35       | Gold   |
| Herren             |                       |              |        |
| Alain Borloz       | Speed Downhill        | 148,84       | 24     |
| Ismael Devenes     | Speed 1               | 175,99       | 18     |
| Reto Eigenmann     | Speed 1               | 177,93       | 8      |
| Michel Goumoens    | Speed Downhill        | 158,92       | 6      |
| Eric Gygax         | Speed Downhill        | 152,22       | 20     |
| Axel Huotari       | Speed Downhill Junior | 149,88       | 9      |
| Robert Jaques      | Speed Downhill        | 148,09       | 25     |
| Philippe May       | Speed 1               | 178,24       | 7      |
| Gregor Meichtry    | Speed 1               | 177,48       | 12     |
| Jean-Cedric Michel | Speed Downhill        | 153,60       | 16     |
| Kevin Monay        | Speed Downhill Junior | 156,23       | Silber |
| Maxime Riviera     | Speed Downhill        | 153,19       | 18     |
| Kilian Tournier    | Speed Downhill Junior | 148,23       | 10     |

## Spanien
| Athleten            | Klasse         | Speed (km/h) | Rang |
| ------------------- | -------------- | ------------ | ---- |
| Herren              |                |              |      |
| Pablo Abarca        | Speed Downhill | 153,03       | 19   |
| Ricardo Adarraga    | Speed 1        | 177,88       | 9    |
| Paris Arroyo        | Speed Downhill | 155,38       | 11   |
| Eduard Manrique     | Speed 1        | 165,18       | 29   |
| Juan Carlos Sánchez | Speed Downhill | 158,75       | 8    |

## Tschechien
| Athleten        | Klasse         | Speed (km/h) | Rang |
| --------------- | -------------- | ------------ | ---- |
| Herren          |                |              |      |
| Radek Cermak    | Speed 1        | 176,63       | 17   |
| Edvard Foldyna  | Speed Downhill | 154,55       | 13   |
| Karel Netolicky | Speed 1        | 165,70       | 28   |
| Petr Sterba     | Speed 1        | 176,71       | 15   |
| Vaclav Torok    | Speed Downhill | 153,72       | 15   |
| Jan Toth        | Speed Downhill | 149,37       | 22   |

## Vereinigte Staaten
| Athleten          | Klasse         | Speed (km/h) | Rang |
| ----------------- | -------------- | ------------ | ---- |
| Herren            |                |              |      |
| Rauli Karjalainen | Speed Downhill | 146,68       | 26   |

## Vereinigtes Königreich
| Athleten     | Klasse  | Speed (km/h) | Rang |
| ------------ | ------- | ------------ | ---- |
| Herren       |         |              |      |
| Jan Farrell  | Speed 1 | 175,41       | 19   |
| Benja Hedley | Speed 1 | 163,32       | 30   |
| Marc Poncin  | Speed 1 | 176,81       | 14   |